# 乌韦·蒙德
乌韦·蒙德（德語：Uwe Mund，1962年6月26日—），德国男子赛艇运动员。他曾代表东德参加世界赛艇锦标赛，获得一枚金牌和一枚银牌。他也曾参加1988年夏季奥林匹克运动会。